# L'Éthique des hackers
Pour les articles homonymes, voir Hacker.
Ne doit pas être confondu avec L'Éthique hacker.
L'Éthique des hackers (titre original : Hackers: Heroes of the Computer Revolution) est un livre écrit par Steven Levy traitant de la culture hacker (en). Il a été publié en 1984 à Garden City (New York) par Doubleday et dont la traduction est parue en France début 2013.
Levy y décrit les personnes, les machines et les événements qui vont former la culture des hackers et leur éthique. Une seconde édition a vu le jour en 1994, sous-titrée Afterword: Ten Years After (« Épilogue : dix ans plus tard ») : l'auteur ajouta un épilogue pour l'occasion. Pour le 25e anniversaire en 2010, O'Reilly en publie une version mise à jour.

## L'éthique et les principes hackers selon Levy
L'idée principale de Levy est la notion d'« éthique hacker ». Cette éthique suit six principes :
1. L'accès aux ordinateurs — ainsi que tout ce qui peut permettre de comprendre comment le monde fonctionne — doit être universel et sans limitations[5]. Il ne faut pas hésiter à se retrousser les manches pour surmonter les difficultés.
2. Toute information doit être libre.
3. Se méfier de l'autorité — encourager la décentralisation.
4. Les hackers doivent être jugés selon leurs hacks, et non selon de faux critères comme les diplômes, l'âge, l'origine ethnique ou le rang social.
5. On peut créer l'art et le beau à l'aide d'un ordinateur.
6. Les ordinateurs peuvent améliorer notre vie.

Dans l'éthique hacker, les individus sont des acteurs du bien commun, un peu à la manière de Robin des Bois. Les communautés de hackers sont généralement fières d'être contre les membres de l'autorité qui entravent les libertés numériques. Les hackers se jugent entre eux par leur habileté, ce qui les oppose à d'autres formes de hiérarchie comme celle basée sur le diplôme des écoles et des universités. Certains hackers considèrent le hack comme une forme d'art, que l'on peut contester ou désapprouver.
Cette éthique, qui s'est popularisée par les « phreakers » pendant les années 1970 et 80, s'est répandue dans d'autres communautés. Pour Manuel Castells, professeur de sociologie spécialiste de la Silicon Valley, ce développement ne touche pas seulement une communauté numérique, mais aussi les grandes couches sociales, politiques et économiques. En un sens, le hacking peut toucher n'importe qui, même si la définition de Levy est différente des stéréotypes négatifs diffusés par les médias.

## Préface
Levy voulait écrire un livre sur les hackers car il les trouve fascinants, et donner, à l'opposé du préjugé courant, un portrait plus exact. Levy pense que les hackers sont plus « des aventuriers, des visionnaires, des têtes brûlées, [et] des artistes » que « des nerds exclus ou des programmeurs peu professionnels qui écrivent du code source illisible et non standard. ».
Pour son livre, Levy interrogea différents hackers actifs entre les années 1950 et 1990.

## Qui est qui?
Levy commence par introduire les principaux hackers – John Draper (« Captain Crunch ») ; Bill Gates ; Richard Greenblatt ; Steve Wozniak ; Marvin Minsky ; Richard Stallman – et leurs principaux outils – Altair 8800, Apple II, Atari 800, IBM PC, PDP-1, TX-0...
La définition de hacker est délicate et il différencie plusieurs époques.

### Première partie: les vrais hackers
Le Tech Model Railroad Club (TMRC) est un club de modélisme ferroviaire du MIT. Ses membres sont les premiers hackers : Peter Samson, Alan Kotok, Jack Dennis et Bob Saunders.
Les membres du club étaient divisés en deux groupes : ceux qui s'intéressaient au modélisme et aux décors, et le sous-comité Signaux et Puissance (« Signals and Power Subcommittee ») chargé de créer les circuits électriques faisant fonctionner les trains. Ce sont ces derniers qui vont populariser le terme « hacker » ainsi que leur jargon, pour qu'il aboutisse dans le patrimoine de l'informatique et de la programmation. Au départ, ils utilisent un IBM 704, le mainframe de plusieurs millions de dollar du bâtiment 26, mais dont l'accès était limité aux personnes importantes. Le groupe s'intéresse réellement aux ordinateurs quand Jack Dennis, un des fondateurs du club, les initie au TX-0, un ordinateur de 3 millions de dollars construit à crédit par le Lincoln Laboratory. Ils attendent souvent devant le TX-0 jusque tard la nuit dans l'espoir qu'une personne ayant réservé un accès ne vienne pas.
L'éthique hacker est un ensemble de concepts, d'opinions, et de mœurs provenant de la relation symbiotique entre hackers et machines. Il ne s'agissait pas de quelque chose d'écrit comme dans un manifeste, mais plus d'un credo commun et tacite. Le point central de l'éthique est de mettre à disposition toute information dans le but de comprendre comment le monde fonctionne, d'utiliser les connaissances actuelles pour créer de nouvelles connaissances. Tout ce qui empêche cela est rejeté. L'organisation idéale est un système ouvert que tout le monde peut diagnostiquer (debugger) et améliorer. Ainsi, la bureaucratie va à l'encontre des systèmes ouverts, autant que la culture IBM de l'époque.
La valeur d'un hacker doit uniquement être appréciée en regardant ses hacks, et non par rapport à d'autres critères comme l'éducation, l'âge, l'appartenance ethnique, ou la position sociale ; tout ce qu'un hacker fait dans l'univers numérique peut être considéré selon des critères artistiques ou de beauté. Le plus beau code source est le plus esthétique et novateur, et il ne gaspille pas de mémoire informatique. Cet exercice d'optimisation de code est le « bumming ».
Une autre de leurs opinions est que les ordinateurs peuvent améliorer notre vie, même si l'on n'est pas un hacker. À l'époque, les ordinateurs étaient des outils mal compris[Comment ?] et les hackers devaient en convaincre les autres, y compris leurs enseignants.
Beaucoup de ces hackers étaient alors passionnés par les opérateurs téléphoniques et la commutation téléphonique. Alan Kotok, estimé pour ses capacités à utiliser le TX-0 et travaillant pour Western Electric Company (usine de production de l'opérateur historique américain Bell System (en)), lit tous les renseignements techniques qu'il trouve sur le sujet avant de les tester sur le réseau. En septembre 1961, DEC donne au Laboratoire de recherche en électronique du MIT un second PDP-1. Six hackers — dont Kotok, Samson, Saunders, et Wagner — ont passé un total de 250 heures sur cette machine en une semaine pour réécrire le compilateur du TX-0 parce qu'ils n'aiment pas celui fourni. Cet exploit leur rapporte seulement 500 $ mais ils avaient fini le compilateur.
Steve « Slug » Russell apporte les graphismes 2D sur le PDP-1 grâce au jeu Spacewar! dans lequel deux vaisseaux spatiaux, contrôlé par des interrupteurs à levier, traversent l'écran en s'envoyant des torpilles. Son programme est amélioré par les hackers : par exemple, Samson remplace le fond figurant des étoiles – composé de points placés aléatoirement – par les vraies constellations, et fait défiler le fond pour suivre le mouvement des vaisseaux ; Dan Edwards ajoute un soleil et l'effet de l'attraction gravitationnelle ; Kotok et Saunders créent le premier joystick à partir de pièces récupéré au TMRC. Le jeu et le compilateur étaient facilement et librement accessibles pour tout le monde.
Deux programmes de recherche sont lancés pour pouvoir exécuter deux programmes par deux personnes en même temps sur la même machine, préfigurant le temps partagé ; l'un par Jack Dennis sur PDP-1, l'autre par le professeur Fernando Corbató sur IBM 7090. Le MIT finit par être financé avec 3 millions de dollars par an par l'ARPA pour développer le temps partagé à travers le Project MAC (en), dirigé par Dennis assisté de Minsky pour la partie Intelligence artificielle. Le Projet MAC élu domicile au neuvième étage du Tech square (en), qui sera bientôt le foyer de nombreux hackers.
Richard Greenblatt est un hacker né ; quand on lui demande si l'on nait hacker ou si on le devient, il répond « Si les hackers sont nés hackers, alors ils le deviendront, et s'ils le sont devenus, alors c'est qu'ils étaient nés hackers. ». C'est un enfant intelligent, jouant souvent aux échecs et fabriquant des appareils électriques très jeune. La première fois qu'il vient au MIT, c'est pour apparaître au palmarès du doyen, mais il abandonne son objectif en seconde année parce qu'il passait trop de temps à hacker les relais électriques du TMRC et programmer le PDP-1 ; il crée d'ailleurs un compilateur Fortran pour celui-ci.
Bill Gosper est un génie des mathématiques. Il suit les cours de programmation de John McCarthy, et ceux d'intelligence artificielle de Marvin Minsky.
Les hackers apprécient la cuisine chinoise. La plupart d'entre eux n'ont pas de relations sociales en dehors du groupe de hacking, et certains, comme Greenblatt, sont même connu pour leurs manquement à l'hygiène. Gosper tente d'obtenir son diplôme mais il doit aussi travailler pour rembourser les frais de scolarité que la Navy lui a avancés. Gosper n'aime pas la culture de la Navy qui n'autorise pas les programmeurs à approcher des ordinateurs, ainsi que l'UNIVAC qu'il utilise jusqu'à ce qu'il s'aperçoive qu'il est mal conçu. Il travaille pour une entreprise, puis sur le projet MAC.
Greenblatt décide d'écrire un meilleur programme pour jouer aux échecs parce qu'il trouve que celui de Kotok manque de stratégie. Celui-ci fut suffisamment bon pour vaincre Hubert Dreyfus, un universitaire qui avait déclaré qu'aucun programme d'échec ne pourrait vaincre un enfant de dix ans.
La Midnight Computer Wiring Society est une « société secrète » créée par Stew Nelson (en), un hacker très doué spécialisé dans les réseaux téléphoniques et la programmation, dans le but de hacker les ordinateurs du campus, même verrouillés, pendant la nuit. En effet, Nelson veut ajouter une instruction machine (« add to memory ») au PDP-1, mais l'administration du labo a interdit à toutes personne « non qualifiée » de toucher aux câblages des machines. Nelson pense vraiment que son instruction peut améliorer la machine, si bien que lui et quelques autres hackers vont câbler l'instruction pendant la nuit, non sans conséquences. Nelson modifie aussi le PDP-1 pour qu'il puisse composer des numéros et appeler sur le réseau téléphonique au moyen d'une blue box. Nelson et les autres ne pensent pas au profit qu’ils pourraient tirer d'appels internationaux, chose rare à l'époque, gratuits mais pensaient débugger le réseau et prévenir Bell s'ils trouvaient une ligne défectueuse.
« Gagnants » et « perdants » (Winners and Losers) sont deux qualificatifs utilisés par les hackers (les « Winners ») pour se différencier des autres étudiants moins doués pour le hacking travaillant un étage en dessous, qui sont plus soucieux de leur réussite scolaire et sociale. Parmi les gagnants, il y a même un adolescent de 14 ans en situation d'échec scolaire, David Silver, très doué pour la robotique.
Les hackers étaient contre le temps partagé car ils considéraient que l'ordinateur doit être utilisé à son plein potentiel, ce qui n'est possible que par une seule personne à la fois. Les systèmes à temps partagé de l'époque étaient lents et amenaient beaucoup de restrictions aux usagers. Greenblatt est convaincu par Edward Fredkin (en) que le temps partagé peut être utile, si bien qu'ils créent, avec Nelson, leur propre système d'exploitation pour PDP-6 : Incompatible Time-sharing System. Ce système permet à plusieurs personnes d'exécuter plusieurs programmes à la fois ; les usagers ont un accès complet à tous les fichiers présents sur le système, et il n'y a pas besoin de mot de passe. Il parodie et concurrence l'autre système d'exploitation développé sur le même campus : Compatible Time Sharing System.
La vie à l'extérieur de leur neuvième étage est très différente : à la fin des années 1960, beaucoup d'étudiants manifestent contre la guerre du Viêt Nam. Le AI Lab, financé par le département de la Défense des États-Unis, est pris pour cible par les manifestants. Bien que beaucoup de hackers sont contre la guerre, ils ne pensent pas que ce qu'ils font ait un lien avec la guerre. Quand les manifestants commencent à envahir les locaux, la sécurité se renforce, ce qui n'est pas du goût des hackers mais ils doivent protéger leur matériel.
Le style de vie des hackers est aussi pris critiqué : d'aucun trouvent que les hackers sont obsédés voire dépendants des ordinateurs (pour ne pas dire « drogué »), et ils ont peu de rapports sociaux et d'interactions avec « le monde réel ». Pour certains hackers, le manque de sommeil, la malnutrition, la pression d'accomplir un hack et le style de vie est trop difficile à supporter. Un hacker se droguait et tenta même de se suicider ; d'autres étaient dans le même cas.
Dans ce chapitre, Levy expose le style de vie des hackers, et ses effets sur eux. La culture hacker se répand en dehors des murs du MIT au fur et à mesure que l'usage des ordinateurs se généralise. Le AI Lab de Stanford (SAIL), créé par John McCarthy, est un autre foyer de cette culture où l'atmosphère est plus décontractée. Tandis que le labo du MIT développe Spaceware!, le SAIL créé son jeu d'aventure. Il y a même un sauna, où une « bande mixte de jeunes étudiants consentants » produit une orgie filmée par caméra, et retransmi sur les terminaux des hackers. Les hackers de Stanford peuvent être tout aussi excentriques ; l'un d’eux habite dans sa voiture, garée sur le parking du labo ; d'autres dorment dans l'interstice entre le toit et le plafond du labo. Certains hackers partent à Stanford, d'autres restent au MIT.
La culture hacker se répand d'autant plus avec ARPANET (le précurseur d'Internet) qui interconnecte les ordinateurs de plusieurs universités américaines.
Le jeu de la vie (appelé aussi « LIFE ») est une simulation informatique écrite par John Horton Conway. Ce programme devient une obsession pour Gosper en 1970, amenant à des disputes avec Greenbalt, plus sceptique, qui n'aime pas que Gosper et quelques autres monopolisent les ordinateurs pour cette simulation. Gosper est fasciné car LIFE est un nouvel axe de recherche qui soulevait la question : « Qu'est-ce que la vie ? ». Les fonds de l'ARPA commencent à s'épuiser après que le Congrès des États-Unis ne vote l'amendement Mansfield, qui limite le budget de l'ARPA aux applications militaires directes. Le AI Lab ne peut plus embaucher de hacker talentueux, et recherche des professeurs pour soutenir des cours d'informatiques. Gosper pars du MIT pour Stanford où il reçoit l'enseignement de Donald Knuth tout en hackant le PDP-6 du Tech Square via l'ARPAnet.

### Seconde partie: les hardware hackers
Lee Felsenstein (en) est l'un des fondateurs de la Community Memory, un rejeton de Resource One basé à Berkeley (Californie), dont le but est d'établir un moyen de communication. Ils utilisent un terminal informatique connecté à un mainframe XDS-940 (en). Il fonde cette communauté avec Efrem Lipkin, un hacker qui se méfie des projets à buts militaires.
Bob Albrecht et sa société de publication de livres d'informatique Dymax forment les étudiants à la programmation. Celui-ci fonde People's Computer Company (en) (PCC), avec une vitrine à Menlo Park, pour mettre à disposition des ordinateurs et des formations en informatique pour les particuliers. PCC imprime plusieurs livres et tabloïds.
Alors que Felsentein et Bob Marsh essayent de construire leur terminal « Tom Swift », une société d'Albuquerque (Nouveau-Mexique), Micro Instrumentation and Telemetry Systems (MITS), dirigé par Ed Roberts apparaît dans une publicité du magazine Popular Electronics (en) pour un ordinateur en kit vendu 397 $. L'Altair 8800, basé sur le micro-processeur Intel 8080, a seulement 256 bytes de mémoire, mais il plut à tellement de hackers que MITS approche de la faillite du fait de l'énorme quantité de commandes à honorer selon leurs délais. Même si ce n'est pas encore un ordinateur personnel grand public, c'est un des premiers ordinateurs personnels.
Le Homebrew Computer Club (HCC), fondé par Fred Moore (en) et Gordon French, mêle hackers et electronics hobbyists (« électronicien amateur ») pour discuter de leurs projets. La première réunion eu lieu le 5 mars 1975 dans le garage de Gordon, à la Silicon Valley. Elle rassemble 32 personnes dont Lee Felsenstein, Bob Marsh, Bob Albrecht, Steve Dompier, Allen Baum et Steve Wozniak. Dompier avait écrit un programme capable de produire des mélodies grâce à l'Altair en modulant des interférences électromagnétiques, ensuite captées par un récepteur radio. Certains membres créent leurs propres extensions pour l'Altair 8800, et finissent par fonder leur propre société pour les vendre.
Le club s'agrandit jusqu'à rassembler plusieurs centaines de personnes, qui échangent idées et informations comme les hackers du MIT. Pendant les réunions, projets et nouveautés sont présentés et critiqués ; leur schéma et leur code source sont librement partagés et améliorés.
Altair BASIC est un interpréteur qui traduit les instructions BASIC en un assembleur que l'Altair 8800 peut comprendre. Il est développé par Bill Gates et Paul Allen, les deux fondateurs de Micro-soft, spécifiquement pour l'Altair et il tient dans 4 ko de mémoire. À la différence de l'habitude des hackers, Microsoft et MITS vendent l'interpréteur en supplément comme les cartes d'extension.
Pendant une présentation ambulante de MITS, l'une des copies de Altair BASIC est volée et dupliquée avant même sa distribution. Gates et Allen n'apprécient pas car, dans leur contrat, ils recevaient une commission sur chaque vente de l'interpréteur par MITS. Début 1976, Gates écrit une lettre ouverte, An Open Letter to Hobbyists, où il dénonce l'usage des hackers et les compare à des voleurs.
Tiny BASIC (en) est un interpréteur similaire qui tient sur 2 ko de mémoire seulement car il n'implémente pas BASIC complètement. Il est développé par Dick Whipple et John Arnold à Tyler au Texas, et distribué gratuitement dans le magazine de PCC. Plusieurs personnes envoient leurs améliorations ainsi que des programmes développés en Tiny BASIC au magazine. Cela amène à la création du Dr. Dobb's Journal (en) par Jim Warren (en) qui distribue des logiciels gratuits ou presque.
Tom Pittman ne prend pas non plus la lettre de Gates à la légère ; il écrit un interpréteur Tiny BASIC pour le Motorola 6800 et vend les droits d'exploitation 3 500 $ à AMI, qui ne peut céder les droits et doit reverser 5 $ à Pittman par copie vendue. Pittman reçoit plusieurs commandes, et même de l'argent de la part de personnes qui en avaient déjà une copie mais qui veulent simplement le remercier pour ses efforts. Pittman écrit aussi un essai, Deus Ex Machina, sur l'IA et les hardware hackers qu'il joint à son interpréteur. Felsenstein et March, par Processor Technology (en), créent leur propre ordinateur « SOL », vendu pour moins de 100 $.
Steve Wozniak (ou « Woz ») est un hacker hardware depuis le lycée. Il travaille pour Hewlett-Packard à l'époque où il construit son propre ordinateur basé sur le microprocesseur MOS Technology 6502, utilisant moins de composants. Woz est un ami de Steve Jobs qui travaille alors pour Atari. Jobs s'associe à Wozniak pour fabriquer et vendre des ordinateurs ; HP autorise même Woz à créer sa propre entreprise [concurrente] car ils ne pensaient pas qu'il réussirait à en vendre. Ils fondent ainsi Apple dans leur garage, Wozniak fabriquant et Jobs s'occupant du marketing, et vendent leur première machine 666,66 $. Leurs schémas et leurs logiciels sont disponibles gratuitement ou presque, pour tous. S'ensuit l'Apple II qui est une petite révolution dans l'industrie informatique.
Quand Woz et Jobs présentent l'Apple au club, il est bien accueilli par certains, alors que d'autres lui préfèrent le SOL qui respecte plus les standards matériel et logiciel.
Le West Coast Computer Faire (en) est une exposition comprenant des conférences regroupant les industriels de l'informatique à partir de 1977 ; elle est organisée par Jim Warren (en) et Bob Reiling. Cette exposition est un signe du développement de l'informatique personnelle. C'est à cette époque que le Commodore PET et le TRS-80 sont commercialisés et vendus en grandes quantités. Le développement industriel met de côté l'éthique hacker en verrouillant les spécifications techniques et les codes source de leurs logiciels du fait du développement de la concurrence. Les membres du HCC commencent à filtrer leurs informations du fait que beaucoup d'entre eux avaient leur propre entreprise ou sont des employés tenu par le secret industriel. Certains sont même trop occupés pour encore venir aux réunions. Tout ceci forme l'un des changements majeur dans la culture hacker.

### Troisième partie: les game hackers
Sierra On-Line est fondé par Ken et Roberta Williams ; il s'agit d'une des premières entreprises de jeux vidéo. Ken apprend à programmer par lui-même alors qu'il utilise des mainframes comme salarié. Ken initie Roberta à l'informatique et lui montre Colossal Cave Adventure, un des premiers jeux d'aventure textuels, qui lui plut beaucoup. Le cadet de Ken achète un Apple II ; Ken ne tarde pas à en acheter un aussi. Il veut d'abord écrire un interpréteur FORTRAN et embauche cinq développeurs pour l'aider. Pendant ce temps, Roberta conçoit un jeu d'aventure qu'ils appelleront Mystery House. Ken abandonne son compilateur et écrit le code du jeu. Le couple rentre en contact avec Programma International (en), alors le plus gros distributeur de logiciels pour Apple, qui leur proposent un contrat où le couple toucherait 25 % sur les ventes, pour un maximum de 9 000 $. Ceux-ci préfèrent distribuer leur logiciel indépendamment, ce qui leur rapportera plusieurs milliers de dollars par mois ; Ken travaillant encore à côté, le couple arrive à gagner 42 000 $ par an. Ken quitte alors son travail et ils déménagent pour Oakhurst (Californie), comme ils en rêvaient. Leur second jeu, Wizard and the Princess, leur rapporte encore plus d'argent. C'est le début de l'industrie du jeu vidéo.
Les ordinateurs commencent à être achetés par des personnes qui n'ont pas forcément envie de programmer, mais d'acheter leurs logiciels dans leur magasin d'informatique, comme par exemple Sierra On-Line, Brøderbund Software ou Sirius Software. Certaines de ces compagnies travaillaient en collaboration.[Qui ?]
Les membres de la troisième génération de hackers ont plus facilement accès aux ordinateurs que ceux de la génération précédente des hardware hacker. Les ordinateurs personnels sont devenus si bon marché qu'un lycéen peut s'en acheter un. Un membre de cette génération est John Harris (software developer) (en), hacker en assembleur Atari, qui travaillera pour Sierra On-Line.
Le siège de Sierra On-Line est surnommé « Summer Camp » (« La colo ») ; l'équipe s'y retrouve pour faire la fête et s'amuser, même en dehors des heures de travail. Mais l'atmosphère décontractée disparait alors que la compagnie grossit.
John Harris décide de transposer Frogger, un jeu d'arcade classique, sur l'Atari 800 pour le compte de On-Line. Alors qu'il finalise son programme, ses disquettes sont volées avant qu'il n'en fasse une présentation dans un salon. Il perd aussi toute sa bibliothèque logicielle et il est très affecté, si bien qu'il ne peut retourner travailler pendant deux mois, au grand dam de Ken Williams. Il recommence le portage de Frogger, et le jeu est un grand succès ; mais Ken ne pense plus que les affaires vont dans le même sens que les hackers et leur éthique, qu'ils doivent devenir plus professionnels. Ken nomme Dick Sunderland comme manager du personnel – son ancien patron qui lui avait dit qu'il n'avait « aucun potentiel pour le management » (« no management potential »).
Cette troisième génération de hackers s'intéresse moins à l'éthique hacker, et les intérêts financiers ont commencé à prévaloir, notamment avec l'apparition de protections anticopie. Les hackers identifient ces verrous comme des serrures qu'il faut crocheter pour libérer les logiciels, par exemple, au moyen de cracks. Mark Duchaineau, un hacker, crée une protection, Spiradisk, pour Apple. Celle-ci diminue du même coup le temps de chargement en récupérant les données du disque en suivant une spirale, et non plus des cercles concentriques. Il travaille pour Sierra qui veut développer d'autres techniques de protection. Mark insiste pour que l'un des plus gros succès de l'entreprise, Ultima II, utilise Spiraldisk en particulier.  Après 1982, l'ambiance chez Sierra devient plus mercantile et orientée vers la compétition.
Wizard vs. Wizard est une compétition télévisée de Las Vegas conçue par Tom Tatum où des développeurs s'affrontent sur des jeux de leur création.

### Épilogue: les derniers vrais hackers
Levy décrit Richard Stallman (rms) comme étant le dernier des Vrais hackers. Stallman suit un cursus en physique et en mathématiques à Harvard alors qu'il hacke au Tech Square du MIT. Il préfère la coopération à la compétition et déteste les ordinateurs qui restreignent l'usager, notamment à travers des mots de passe. Il choisit d'ailleurs un mot de passe blanc, si bien que tout le monde peut utiliser les ordinateurs. Il a aussi développé l'éditeur de texte Emacs qu'il partagea à la seule condition que quiconque modifie son programme, doit aussi partager ses modifications.
Alors que rms se bat pour faire perdurer l'éthique hacker au MIT, Greenblatt et quelques autres hackers spécialisés en intelligence artificielle créent une machine Lisp dans le but de fonder une société qui la commercialiserait. Greenblatt est partagé entre les impératifs financiers et les principes hackers ; si bien que finalement il y eut deux sociétés concurrentes : LISP Machine Incorporated (en) (LMI), dirigé par Greenblatt, et Symbolics, dirigé par Russell Noftsker (en). Symbolics embauche la plupart des hackers du labo, créant un schisme dans la communauté, au point que certains d'entre eux ne s'adressent même plus la parole.
Stallman voit la communauté hacker et son éthique se fragmenter au rythme des départs vers l'une ou l'autre de ces entreprises, les départs n'étant pas remplacés par de nouveaux hackers. Stallman tient pour responsable Symbolics, et aide LMI pendant un temps, utilisant son poste au MIT qui lui permettait de connaître en temps réel les améliorations que les programmeurs de Symbolics faisaient à la machine Lisp pour reprogrammer ensuite ces améliorations dans celles de LMI, lui permettant de rester à égalité avec Symbolics. Quelques années plus tard, il crée GNU et lance le développement d'un système d'exploitation basé sur UNIX suivant les principes du logiciel libre. Même si l'éthique hacker n'est plus exactement ce qu'elle était à l'origine, elle se répand à travers le monde au moyen de l'informatique individuelle et plus tard, d'internet.